# Kanakibli
Kanakibli – wieś w Syrii, w muhafazie Aleppo, w dystrykcie Manbidż. W 2004 roku liczyła 1739 mieszkańców.